# Orimarga joana
Orimarga joana är en tvåvingeart som beskrevs av Alexander 1926. Orimarga joana ingår i släktet Orimarga och familjen småharkrankar. Inga underarter finns listade i Catalogue of Life.